# Seehaus im Englischen Garten

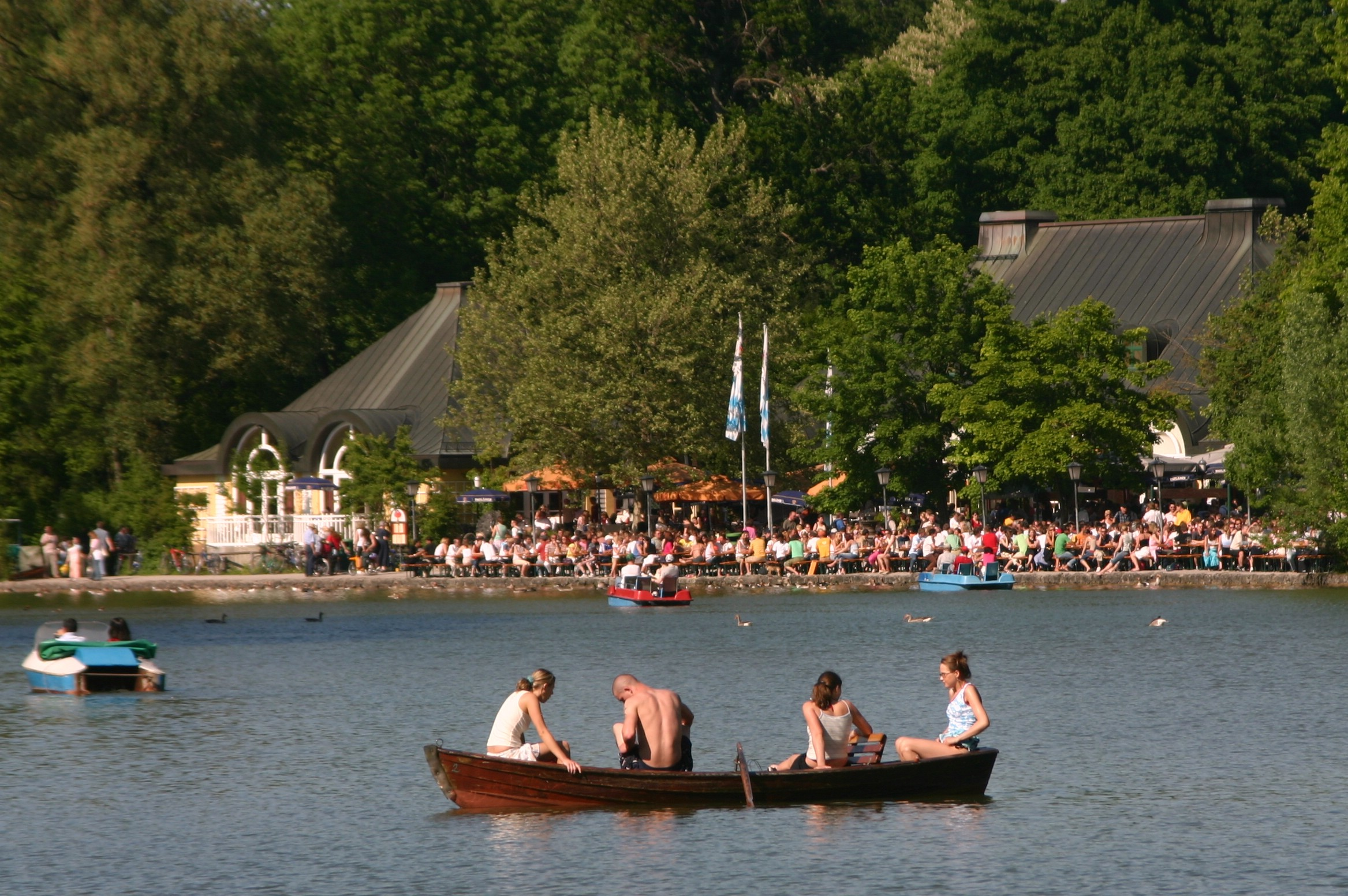
Blick über den Kleinhesseloher See auf das 1985 errichtete Seehaus

Das Seehaus im Englischen Garten liegt am Kleinhesseloher See im Englischen Garten in München. Der heute zum Stadtbezirk Schwabing-Freimann gehörende Restaurationsbetrieb entstand an dieser Stelle zu Beginn des 19. Jahrhunderts. Ein angegliederter Biergarten gehört mit 2500 Sitzplätzen zu den bekanntesten und beliebtesten der bayerischen Landeshauptstadt; er ist der einzige Münchener Biergarten, der bei geeignetem Wetter auch im Winter öffnet.

## Geschichte
Bis zum Jahr 1790 befand sich an der Stelle des heutigen Kleinhesseloher Sees eine vom Militär genutzte Anlage mit einem Tümpel, der vom Schwabinger Bach gespeist wurde. Der als „Auwächter“ bezeichnete Parkwächter Josef Tax bewohnte in der Nähe ein kleines Haus. Reinhard Freiherr von Werneck (1757–1842) ließ um 1800 diesen Tümpel zu einem See ausbauen.

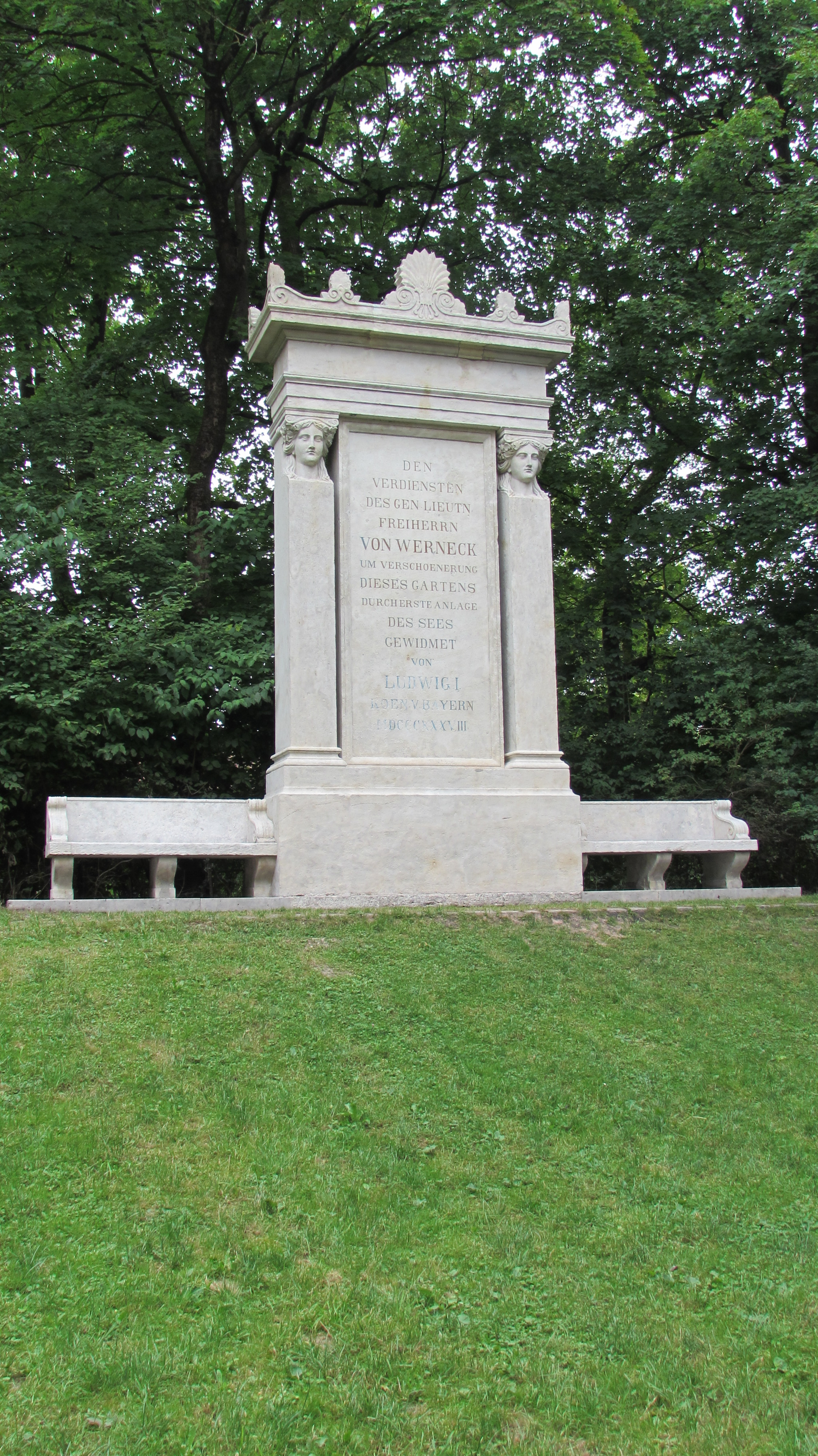
Denkmal für Reinhard Freiherr von Werneck im Englischen Garten

Das Seeufer lag nun an einer eine Meierei umgebende Holzgebäudeansammlung, die „Kleinhesselohe“ genannt wurde und an der Tax einen Bierausschank mit kleiner Gastwirtschaft betrieb. Von 1807 bis 1812 kam es unter Friedrich Ludwig Sckell zu einer Erweiterung des Sees auf die heutige Größe; im Sommer wurden Gondeln vermietet, im Winter wurde der See zum Eislaufen genutzt. 1811 wurde der sich bis dahin entwickelte Bewirtungsbetrieb (mit Bierausschanklizenz) offiziell an Tax verpachtet. Dessen Nachfolger als Pächter, die Eheleute Kaspar, ließen 1837 ein hölzernes Seehaus auf eigene Kosten errichten. In den Folgejahren entstanden weitere Gaststätten im nahegelegenen Schwabing; 1840 klagte der Pächter des Betriebes am Kleinhesseloher See über die zunehmende Konkurrenz durch die Schwabinger Wirte.
1882/1883 wurde ein von Gabriel von Seidl entworfenes Bootshaus – in zweigeschossiger Holzarchitektur mit Walmdach – mit Speiseräumen errichtet und erstmals als „Seehaus“ bezeichnet. Die dort betriebene Gaststätte hieß „See-Restaurant Kleinhesselohe“. In einem separaten Pavillon wurden Heilanwendungen angeboten, die sogenannte Kleinhesseloher Kur. Münchener Prominente, wie der Volkssänger Weiß Ferdl oder der Schriftsteller Kurt Graf, waren dort in der Zwischenkriegszeit Stammgäste.

## Neubau 1935
Im Jahr 1935 erfolgte der Abriss des mittlerweile baufälligen Gaststättengebäudes. Ein von Rudolf Esterer entworfener Holzneubau mit einer Seeterrasse, der sich „der idyllischen Seelandschaft glücklich anpaßte“, wurde bis 1936 errichtet. Bauträger war das Landbauamt München. Das Gebäude wurde wieder als „Seehaus“ bezeichnet und wurde erneut zu einem beliebten Ausflugsziel der Münchener; auch Willi Graf, seine Schwester Anneliese Graf und die Geschwister Scholl verkehrten hier.
Nach dem Zweiten Weltkrieg belegte die in München stationierte US Army das Seehaus bis 1955. Hier wurde, wie auch an der Gaststätte Chinesischer Turm, ein Club für Militärangehörige (EM - Enlisted mens club) betrieben. Am 4. September 1947 besuchte der US-General und Chef des Kriegsveteranenministeriums, Omar N. Bradley, das Seehaus nach einer Inspektion von in München stationierten Einheiten sowie der damaligen Henry-Kaserne. Nach Rückgabe und der Behebung von Kriegsschäden wurde das Seehaus 1955 für die Öffentlichkeit wieder eröffnet.
1970 kam es wegen Baufälligkeit zu einem erneuten Abriss des Gaststättengebäudes; zunächst wurde nun in provisorischen Holzhütten der Restaurationsbetrieb aufrechterhalten. Bei einer Ausschreibung für einen Neubau ging Alexander von Branca als Sieger hervor; es kam jedoch nicht zur Realisierung dieses Entwurfes.

## Seit 1985
Erst fünfzehn Jahre später wurden die provisorischen Hütten durch den vierten Neubau des Seehauses ersetzt; 1985 wurde das heutige Gebäude der Architekten Ernst Hürlimann und Ludwig Wiedemann (1939–2013) errichtet.
Die Roland Kuffler GmbH führt seitdem Restaurant und Biergarten. Im Jahr 2011 wurde der Innenraum des Restaurants renoviert.

## Trivia
Waldemar Hartmann moderierte im Pavillon des Seehauses anlässlich der Fußball-Weltmeisterschaft 2010 seinen von vielen Prominenten besuchten Waldis WM Club. Bereits seit November 2008 werden von dort aus Sendungen nach Länderspielen der Nationalelf live übertragen. Im Mai 2005 war Gerhard Schröder Gast im Seehaus. Im Rahmen des Wahlkampfes empfing er im Biergarten des Restaurants Schriftsteller (Tilman Spengler), Künstler (Veronika von Quast, Lisa Fitz) und verschiedene Parteifreunde (Christian Ude, Hans-Jochen Vogel, Georg Kronawitter oder Franz Maget).